# Centrale idroelettrica di Piaganini
La centrale di Piaganini , originariamente  centrale di Venaquila è situata lungo la strada statale 80 del Gran Sasso d'Italia a circa 3 km a monte del comune di Montorio al Vomano, in provincia di Teramo.

## Caratteristiche
La centrale fa parte del sistema di centrali costruite lungo la Valle del Vomano ed intercetta il flusso d'acqua di 1.350 litri/s previsto nella concessione per lo sfruttamento idroelettrico della valle che deve essere  rilasciato nell'alveo del fiume Vomano a valle della città di Montorio.
L'acqua viene portata dal Lago di Piaganini a 400 m s.l.m. verso la centrale con una condotta forzata di 185 m, che costituisce anche la via di accesso alla centrale.